# Hidetoshi Yano
Hidetoshi Yano (矢野秀俊?, Yano Hidetoshi; ...) è un ex giocatore di football americano giapponese che ha giocato come defensive back.